# Chatham-szigeteki mézevő
A Chatham-szigeteki mézevő, vagy Chatham-szigeteki csengőmadár (Anthornis melanocephala) a madarak osztályának a verébalakúak (Passeriformes) rendjébe, ezen belül a mézevőfélék (Meliphagidae) családjába tartozó, mára kihalt faj.

## Rendszerezés
Hosszú időn át a közeli rokon csengőmadár Anthornis melanura alfajaként tartották számon Anthornis melanura melanocephala néven, ma már a legtöbb rendszerező külön fajnak tekinti.

## Előfordulása
A faj kizárólag az Új-Zélandhoz tartozó Chatham-szigetek erdeiben volt honos. Korábban a szigetcsoport mindhárom szigetén (a Chatham-szigeten, a Mangere-szigeten és a Kis Mangere-szigeten is) honos volt.

## Megjelenése
Testhossza 25 centiméter, farokhossza 11 centiméter volt. Hasonlított a közeli rokon csengőmadárra, de nagyobb volt annál és feje fekete színá volt. Színezete egyszínű olajbarna, hasa némileg világosabb színezetű volt. Hangja élesebb és tisztább csengésű volt, mint a csengőmadáré.

## Életmódja
Életmódjáról, szaporodási szokásairól nem maradt fenn adat. Feltehetőleg hasonló életmódot folytatott, mint a csengőmadár.

## Kihalása
Kihalásának pontos okai mindmáig nem teljesen ismertek. Williams Hawkins új-zélandi ornitológus és madárgyűjtő már 1896-ban arról számolt be, hogy a faj nagyon megritkult, csak nagy nehézségek árán tudott egy példányt begyűjteni belőle.
Az utolsó egyedet 1906-ban látták a Kis Mangere-szigeten. Mivel voltak bizonytalan eredetű megfigyelései az 1950'-es években a fajnak, Logan Bell, új-zélandi ornitológus 1961-ben külön e madár miatt végigkutatta a Chatham-szigetek erdeit, de nem bukkant élő egyed nyomára.
A faj kihalása a két nagyobb szigetről (Chatham-sziget és Mangere-sziget) feltehetően az élőhelyét jelentő erdők irtása és a megtelepült szigetlakók által behurcolt macskáknak és patkányoknak volt köszönhető.
Hogy miért halt ki e mézevő a máig lakatlan és teljesen ragadozómentes Kis Mangere-szigetről is, máig rejtély.
Kevés múzeumi példányát Bréma, Berlin és Frankfurt am Main természettudományi múzeumaiban őrzik.

## Fordítás
- Ez a szócikk részben vagy egészben  a   Chatham-Glockenhonigfresser című német Wikipédia-szócikk fordításán alapul.  Az eredeti cikk szerkesztőit annak laptörténete sorolja fel. Ez a jelzés csupán a megfogalmazás eredetét és a szerzői jogokat jelzi, nem szolgál a cikkben szereplő információk forrásmegjelöléseként.